# Kværs Sogn
Kværs Sogn er et sogn i Sønderborg Provsti (Haderslev Stift).
Kværs Sogn hørte til Lundtoft Herred i Aabenraa Amt. Kværs sognekommune blev ved kommunalreformen i 1970 indlemmet i Gråsten Kommune, der ved strukturreformen i 2007 indgik i Sønderborg Kommune.
I Kværs Sogn ligger Kværs Kirke. Kværs Sogn har en præstegård, hvor sognets præst bor. 
I sognet findes følgende autoriserede stednavne:
- Engskov (bebyggelse)
- Kokhave (bebyggelse)
- Kværs (bebyggelse, ejerlav)
- Kværs Balle (bebyggelse)
- Kværs Hede (bebyggelse)
- Kværs Løkke (bebyggelse)
- Kværs Østermark (bebyggelse)
- Ladegård (bebyggelse, ejerlav)
- Ladegårdskov (bebyggelse, ejerlav)
- Melskov (bebyggelse)
- Snur-om (bebyggelse)
- Søgård (bebyggelse)
- Søgårdshede (bebyggelse)
- Tvingholm (bebyggelse)
- Tørsbøl (bebyggelse, ejerlav)
- Østermark (bebyggelse)

Sognet strækker sig fra Tørsbøl/Melskov i syd til Kværs Balle i Nord og fra Engskov/Ladegård i øst til Søgård/Søgårdhede i vest.

## Afstemningsresultat
Folkeafstemningen ved Genforeningen i 1920 gav i Kværs Sogn 426 stemmer for Danmark, 103 for Tyskland. Af vælgerne var 36 tilrejst fra Danmark, 41 fra Tyskland.